# 藤沢大悟
藤沢 大悟（ふじさわ たいご、1980年5月21日 - ）は、日本の俳優。東京都出身。is所属。身長175cm。特技はバスケットボール。以前はユマニテに所属していた。
1999年、第12回ジュノン・スーパーボーイ・コンテストで審査員特別賞を受賞。2000年からテレビ番組に出演、2002年に『ゴールデンボウル』でテレビドラマデビュー。以降テレビドラマ・映画・舞台で活動。
2010年8月に俳優集団NAKED BOYZの結成メンバーとなる。2011年12月末日付で「在籍上限年齢に達した」として卒業。

## 出演

### テレビドラマ
- ゴールデンボウル（2002年4月 - 7月、日本テレビ） - 紫原弘美 役
- やんパパ（2002年10月 - 12月、TBS） - 白石 役
- 男湯（2003年5月3日、フジテレビ） - 内田茂三（ミドボイジャー） 役
- 恋する日曜日ファーストシリーズ 第25話「猫」（2003年9月21日、BS-i） - 藤森 役
- ドゥニチラヴ 第8話「見つめる週末」（2003年11月、テレビ東京） - haruhiko 役
- 男湯2（2003年11月8日、フジテレビ） - 内田茂三（ミドボイジャー） 役
- 君が想い出になる前に（2004年7月 - 9月、フジテレビ）
- ほんとにあった怖い話「宝塚山」（2004年10月、フジテレビ）
- ラストクリスマス 第4 - 7話（2004年11月 - 12月、フジテレビ）
- 怪談新耳袋「隣の女」（2005年、BS-i）
- 恋する日曜日セカンドシリーズ 第17 - 19話「恋の唄」（2005年7月 - 8月、BS-i） - 牧村圭介 役
- ショートフィルム道 東京少女 第3話「回転少女」（2006年8月、BS-i） - 恭平 役
- キューティーハニー THE LIVE 第15・17話（2008年1月、テレビ東京） - 根本真幸 役
- 月曜ゴールデン 警視庁南平班〜七人の刑事〜シリーズ（2009年8月 - 、TBS） - 友木哲也 役
- 毒姫とわたし（2011年9月 - 10月、東海テレビ/フジテレビ） - 那珂川友樹 役
- 水曜ミステリー9 街占師 〜北白川晶子の事件占い〜2（2012年1月、テレビ東京）
- 相棒Season10 第17話（2012年2月、テレビ朝日）
- 恋愛検定 第1話（2012年6月、NHK BSプレミアム）
- 刑事長 第2作「退職覚悟の越権捜査VSエリート銀行マンの宣戦布告！雷雨の夜…遺体が2度骨折？完全犯罪崩す1枚の写真」(2014年、テレビ東京)
- 月曜ゴールデン 湯けむりバスツアー 桜庭さやかの事件簿6（2015年9月14日、TBS） - 辻井俊晴 役

### 映画
- ジョゼと虎と魚たち（2003年） - 隆司 役
- さよならみどりちゃん（2005年） - 加藤 役
- 僕と彼女の×××（2005年） - 千本木進之介 役
- 放郷物語 THROWS OUT MY HOMETOWN（2006年）
- Do you know what your daughter is doing?（2006年）
- 踊る大捜査線 THE MOVIE3（2010年）
- ADULT 24歳の恋（2011年） - 誠 役

年）
- 大きな古時計 劇場版（2021年） -西野雅也 役

### 配信・インターネット
- 大きな古時計（2005年、NETCINEMA.TV） - 西野雅也 役
- 恋する血液型（2008年、NTT docomo） - 弘幸（A型[2]） 役

### 舞台
- 0.5ミリの遠距離恋愛（2003年11月、ラフォーレミュージアム）
- Angeles in America（2004年1月 - 2月、ベニサン・ピット） - angel 役
- かもめ 喜劇四幕（2004年3月 - 4月、ベニサン・ピット） - コンスタンチン・ガヴリーロヴィッチ・トレープレフ 役
- アメリカン・バッファロー（2005年12月 - 2006年1月、ベニサン・ピット） - ボブ 役
- 三人姉妹（2007年7月、ベニサン・ピット） - ニコライ・リヴォーヴィチ・トゥーゼンバッハ 役
- いさかい（2008年10月、ベニサン・ピット） - メスラン 役
- ミュージカル DEAR BOYS vs.EAST HONMOKU （2008年7月 - 8月、全労済ホールスペース・ゼロ） - 草野勝巳 役
- 森の風子（2008年9月、シアターアプル） - トキシロ 役（主演）
- 火男の火（2008年12月、シアターアプル） - 火男 役（主演）
- 今勧進帳（2009年5月 - 6月、サンモールスタジオ） - 後藤浩一（アリサカノブヨシ） 役（主演）
- くるくるとしとしっと（2009年10月、赤坂レッドシアター）
- キレイじゃなきゃいけないワケ（2009年12月 - 2010年1月、ザムザ阿佐ヶ谷）
- らん（2010年7月、俳優座劇場） - 葛城 役
- 寒花（2010年10月、スペース雑遊） - 安重根 役（主演）
- BADMAN（2011年7月、新宿FACE）
- Pain（2011年9月、ウッディシアター中目黒）

### ミュージックビデオ
- 風味堂「手をつないだら」（2007年）

### CM
- ドコモ東海（2002年）
- マクドナルド「たまごダブルマック」（2005年、2006年）
- 森永製菓「チュッパチャプス」（2006年）